# باشگاه والیبال باریج اسانس کاشان

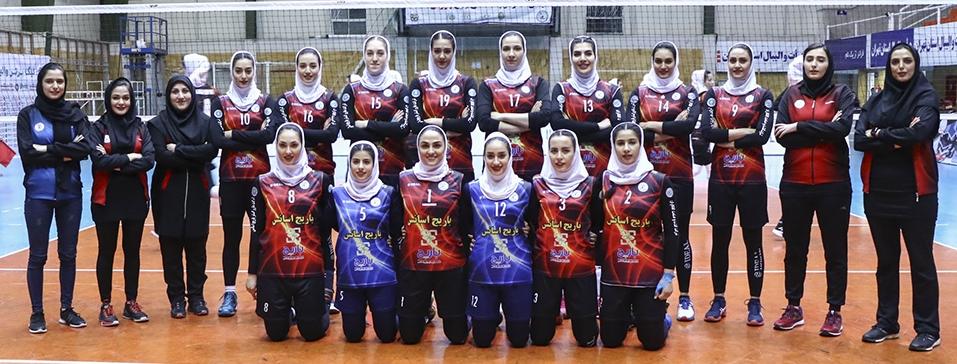
تصویر تیم زنان باریج اسانس قبل از دیدار برابر سایپا در لیگ ۱۳۹۸.

باشگاه والیبال باریج اسانس کاشان یک باشگاه والیبال ایرانی است که مکان آن در کاشان و مالک آن گروه داروسازی باریج اسانس کاشان است. این تیم در سال ۱۳۸۴ تأسیس و در سال ۱۳۹۳ منحل شد. تیم زنان باشگاه از لیگ سال ۱۳۹۸ در لیگ والیبال زنان ایران حضور پیدا کرد تیم والیبال زنان باریج اسانس قهرمان لیگ برتر بانوان ایران در سال ۱۴۰۰ شد.
پس از قهرمانی در لیگ برتر بانوان ایران، تیم باریج اسانس کاشان در مسابقات قهرمانی آسیا حضور پیدا کرد و موفق به اخد عنوان چهارمی این مسابقات شد.

## تاریخچه
تیم والیبال باریج اسانس در سال ۱۳۸۴ توسط مهندس حسین حجازی تشکیل شد و در اولین دوره حضور خود موفق به قهرمانی لیگ استان اصفهان شد.
سپس سال ۸۶ در اولین دوره حضور خود در لیگ زیرگروه توانست با بودجه ۵ میلیون تومان قهرمان زیرگروه کشور شود و به لیگ دسته اول والیبال ایران صعود کند
در اولین تجربه حضور خود درلیگ یک در میان ۱۴ تیم عنوان پنجمی را کسب کرد که عنوان شایسته‌ای به‌شمار می‌آمد.
در دومین حضور خود در سال ۸۸ در یک ماراتن نفس گیر در اولین دوره مسابقات که به صورت پلی آف برگزار شد عنوان قهرمانی را کسب کرد و راهی لیگ برتر والیبال ایران شد تا اولین تیم ورزش کاشانی باشد که به لیگ برتر راه یافته باشد پس از آن در اولین تجربه خود درلیگ برتر والیبال در فصل ۱۳۸۹–۱۳۹۰ که به صورت گروهی برگزار شد در گروه خود بعد از سایپا به عنوان نایب قهرمانی گروه دست یافت تا شانس زیادی برای کسب عناوین بالایی لیگ در پلی آف داشته باشد و در مرحله پلی آف با درخشش بازیکنان جوان و گمنام خود به چهار تیم بالای جدول صعود کرد و به عنوان چهارمی لیگ اکتفا کرد تا بازیکنانی چون سجاد تارویردی و امیر غفور به عنوان برترین‌های لیگ برتر ۱۳۸۹–۱۳۹۰ انتخاب شوند. در حال حاضر باشگاه والیبال باریج اسانس کاشان در لیگ برتر والیبال ایران نیز حضور دارد. باریج اسانس در سال ۱۳۹۲ علیرضا نادی، مهدی مهدوی، آرش کمالوند، فرهاد قائمی، آرمین تشکری با ۶ میلیارد تومان جذب کرد و از تیم‌های قدرتمند لیگ برتر والیبال ایران شد ولی در لیگ نتوانست به جمع چهار تین نیمه نهایی صعود کند و تا بیست هفته در لیگ برتر ۹۳–۱۳۹۲ در صدر جدول حضور داشت ولی در مسابقات پلی آف حذف شد و از بازی‌های رده‌بندی نیز انصراف داد.

## کادر فنی و بازیکنان تیم بانوان باریج سال ۱۴۰۰

باریج اسانس قهرمان ۱۴۰۰

بهترین مهاجمان فصل ۱۴۰۰ لیگ والیبال بانوان: منا آشفته
ارزشمندترین بازیکن فصل ۱۴۰۰ لیگ والیبال بانوان: مهسا کدخدا
بهترین قطر پاسور فصل ۱۴۰۰ لیگ والیبال بانوان: آتیک سلامت
مریم حبیبی، سامانه سیاوشی، زویا خالقی، الهام فلاح
سرمربی: فرزانه شعبان خمسه

## کادر فنی سال ۱۳۹۲
سرمربی: مصطفی کارخانه
مربی: محمد شبان خمسه
فیزیوتراپیست: سیامک افروزی

## بازیکنان سرشناس
علیرضا نادی
امیرغفور
مهدی مهدوی
آرمین تشکری
فرهاد قائمی

## بازیکنان سرشناس خارجی
- بلوکو بنف

## سازنده البسه
| لیگ       | سازنده البسه              | اسپانسر پیراهن               |
| --------- | ------------------------- | ---------------------------- |
| ۱۳۸۸–۱۳۸۶ | پوشاک ورزشی مجید          | داروهای گیاهی باریج اسانس    |
| ۱۳۸۸–۱۳۹۲ | TAKABI - پوشاک ورزشی مجید | باریج اسانس - نوید سبز سلامت |
| ۱۳۹۲–۱۳۹۳ | IDEAL                     | BARIJ ESSENCE                |

### پیراهن
از شروع تأسیس باشگاه طراحی و تولید پیراهن تیم را شرکت تولیدی مجید بر عهده داشت و از سال ۱۳۸۸ تا ۱۳۹۲ پوشاک ورزشی مجید و تکابی البسته باشگاه را طراحی و تولید می‌کردند و از سال ۹۲ ایده‌آل اسپرت تولید لباس باشگاه را بر عهده گرفت و ال‌اشپورت نیز طراح گرم کن باشگاه بود.